# Villa Breidablick
La villa Breidablick est une villa située dans le quartier Espoon keskus à Espoo en Finlande.

## Présentation
La villa est construite sur une colline près de la gare d'Espoo.
L'édifice à pignon est crépi.

## Histoire
La municipalité d'Espoo a acheté la villa en bois de Breidablick à la veuve Jenny Weckström en tant que bâtiment municipal en 1932. La villa a brûlé l'année suivante et une maison en briques d'un étage a été construite à sa place, qui a été surélevée d'un étage en 1945.
La salle municipale était à l'origine située dans la partie centrale du bâtiment. 
En outre, il y avait les bureaux du chambellan et du secrétaire municipaux et d'autres installations administratives municipales. 
Il y avait aussi une bibliothèque municipale à Breidablick.
Espoo est devenue une place de marché en 1963 et Breidablick a servi de maison de la place de marché jusqu'en 1972, date à laquelle Espoo a été élevée au rang de ville. 
Breidablick a été remplacée par l'hôtel de ville d'Espoo (fi), achevé en 1971.
Depuis les années 2000, Breidablick  sert de lieu d'enseignement principal pour l'école de musique Avonia.